# Chaunax atimovatae
Chaunax atimovatae, tên thông thường là cá nóc hòm phương nam, là một loài cá biển thuộc chi Chaunax trong họ Chaunacidae. Loài này được mô tả lần đầu tiên vào năm 2016.

## Danh pháp khoa học
Loài cá này được đặt theo tên của tàu đánh cá Atimo Vatae (tiếng Madagascar có nghĩa là "miền nam sâu thẳm"), là con tàu đã thu thập nhiều mẫu vật của các loài cá Madagascar.

## Phân bố và môi trường sống
C. atimovatae có phạm vi phân bố ở vùng biển Tây Ấn Độ Dương. Loài này được thu thập ở ngoài khơi Madagascar, Mozambique và Nam Phi. Chúng được tìm thấy ở độ sâu khoảng từ 145 đến 637 m.

## Mô tả
Chiều dài tối đa được ghi nhận ở C. atimovatae có kích thước khoảng 21,1 cm. Màu sắc của các mẫu vật khi còn sống: màu đỏ xám với các đốm màu xanh lục được bao quanh bởi vệt màu vàng phủ khắp phần thân trên; vùng bụng có màu trắng nhạt. Tiêu bản của các mẫu vật có màu xám nhạt với các đốm màu xám đậm.
Số gai ở vây lưng: 3; Số tia vây mềm ở vây lưng: 12 (tia thứ nhất ngắn nhất); Số gai ở vây hậu môn: 0; Số tia vây mềm ở vây hậu môn: 7 (tia thứ nhất ngắn nhất); Số tia vây mềm ở vây ngực: 12 – 13 (tia thứ 4 hoặc 5 thường dài nhất); Số tia vây mềm ở vây đuôi: 9.